# Marliéria
Marliéria é um município brasileiro no interior do estado de Minas Gerais, Região Sudeste do país. Localiza-se no Vale do Rio Doce e pertence ao colar metropolitano do Vale do Aço, estando situado a cerca de 190 km a leste da capital do estado. Ocupa uma área de 545,813 km², sendo que 0,4 km² estão em perímetro urbano, e sua população em 2022 era de 4 592 habitantes.
A área da atual cidade pertenceu originalmente a Maria José da Fonseca Lana, que recebeu as terras de presente de seu pai Lizardo José da Fonseca Lana, comandante do quartel local (Onça Pequena). O povoamento teve início após a instalação de cinco choupanas às margens do ribeirão Onça Grande, onde mais tarde foi construída uma capela dedicada à Nossa Senhora das Dores. Em 1901, a localidade foi elevada a distrito subordinado a São Domingos do Prata, do qual se emancipou em 1953.
Marliéria tem boa parte de seu território demarcado pelo Parque Estadual do Rio Doce (PERD), maior reserva de Mata Atlântica de Minas Gerais e um dos maiores sistemas lacustres do mundo, sendo o município considerado porta de entrada para a reserva ecológica. O PERD foi um dos principais responsáveis pelo desenvolvimento do turismo rural e ecológico local, que é fortalecido pela presença de pousadas, propriedades rurais e áreas de camping e corresponde a uma das principais fontes de renda municipais, ao lado da agropecuária.
Cachoeiras e mirantes também estão entre os principais atrativos rurais, bem como as construções de valor histórico no perímetro urbano, a exemplo da Igreja Matriz, da Capela Santo Antônio e dos casarões no Centro de Marliéria que preservam a arquitetura original. O artesanato e eventos festivos, tais como a festa do Judas, a "Romaria Ecológica" no aniversário do PERD e as comemorações religiosas do dia de Nossa Senhora das Dores, padroeira municipal, são algumas das principais manifestações culturais.

## História
O comandante do quartel local (Onça Pequena), responsável pela administração das terras da atual cidade, era o alferes Lizardo José da Fonseca Lana, que doou parte de sua propriedade a sua filha Maria José da Fonseca Lana. As terras de Maria seriam a sesmaria da Onça Grande, onde posteriormente instalaram-se cinco choupanas às margens do ribeirão Onça Grande, surgindo então um arraial. Em 1865, instalou-se na localidade o médico Germano de Souza Baltar, que obteve lucro com seus serviços e com o passar do tempo adquiriu boa parte das terras da região.
Germano de Souza Baltar foi o responsável pela doação de três alqueires para a Igreja Católica em nome de Nossa Senhora das Dores para a construção de uma igreja dedicada à santa. A obra foi abandonada após Germano se mudar da localidade, no entanto foi retomada em 1885. Ao redor do templo em construção o povoamento continuou a se desenvolver, passando a ser conhecido como arraial de Nossa Senhora das Dores de Babylônia. Essa denominação foi uma sugestão do professor José Belisário, primeiro mestre-escola da localidade, e se deve à padroeira e à localização aos pés de uma serra coberta de musgos e bromeliáceas, semelhante aos Jardins Suspensos da Babilônia.
O povoamento foi elevado a distrito com a denominação de Babilônia pela lei nº 32, de 6 de junho de 1901, subordinado a São Domingos do Prata, passando a se chamar Marliéria pela lei estadual nº 843, de 7 de setembro de 1923. Seu nome atual é uma homenagem a Guido Marlière, explorador e pesquisador francês que ajudou a pacificar os nativos botocudos na região do rio Doce. Pelo mesmo decreto, perdeu espaço para a criação do distrito de Jaguaraçu. Dom Helvécio Gomes de Oliveira, arcebispo de Mariana, ficou maravilhado com as florestas locais nas ocasiões em que esteve em Marliéria, em 1931 e 1935. Na segunda estadia, visitou a Lagoa Nova, atual Lagoa Dom Helvécio, onde já existia uma capela. Atendendo à sugestão do bispo, em março de 1936, o então governador Benedito Valadares e seu secretário da agricultura Israel Pinheiro ordenaram a demarcação de 320 km², entre Timóteo e Marliéria, para então ser criado o Parque Estadual do Rio Doce (PERD) pelo Decreto-lei nº 1.119, de 14 de julho de 1944. O PERD foi a primeira unidade de conservação de Minas Gerais.
Os então distritos de Marliéria e Jaguaraçu foram emancipados pela lei estadual nº 1.039, de 12 de dezembro de 1953, instalando-se em 1º de janeiro de 1954. Pela lei nº 863, de 2 de maio de 2006, houve a criação do distrito de Cava Grande. Com cerca de 4 mil habitantes ao começo da década de 2010, o município desenvolveu-se com base na agropecuária e, de forma mais recente, no turismo rural e ecológico, tendo em vista investimentos em pousadas, propriedades rurais, a presença do Parque Estadual do Rio Doce e a proximidade com os municípios da Região Metropolitana do Vale do Aço (RMVA).

## Geografia

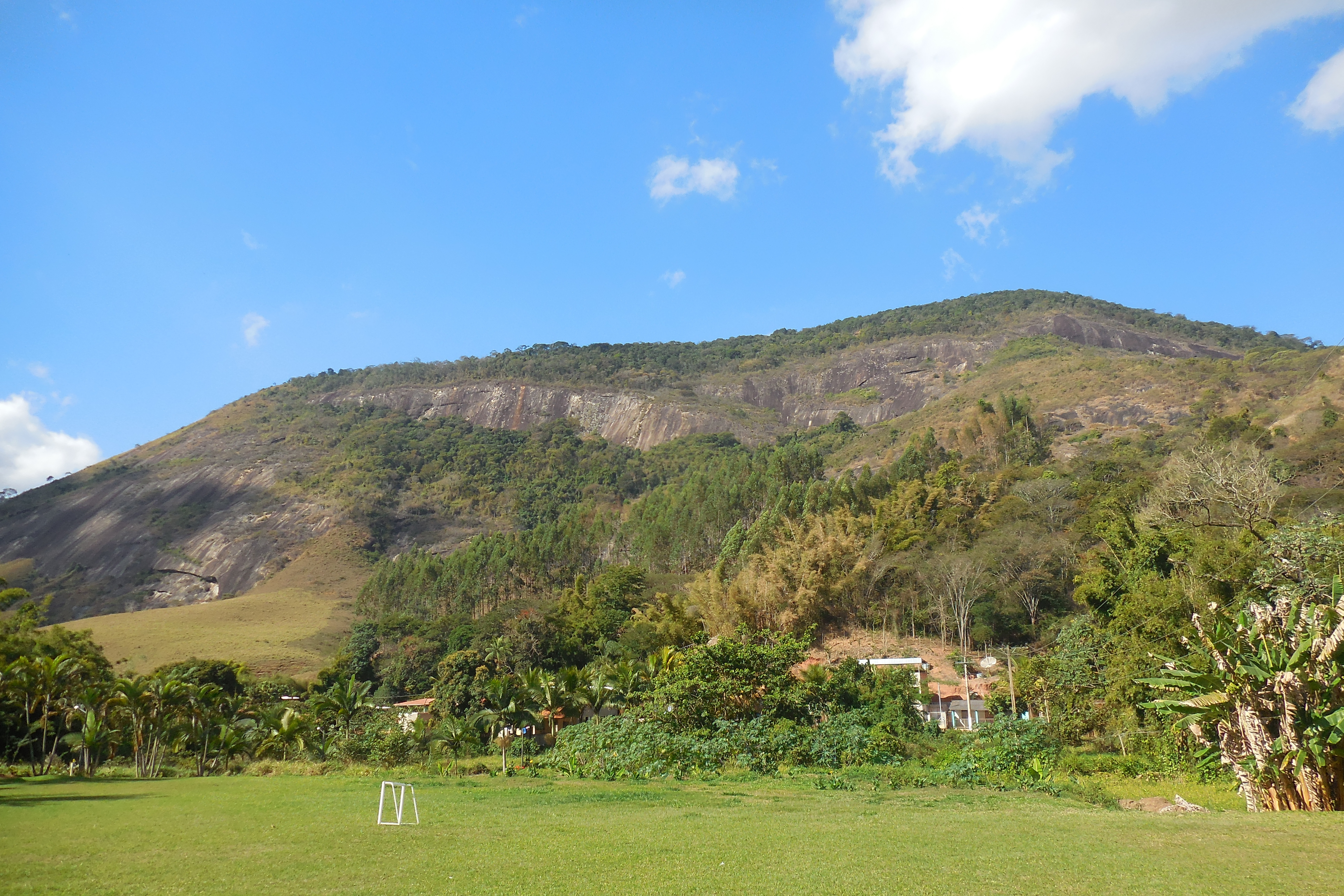
Formação rochosa próxima à cidade

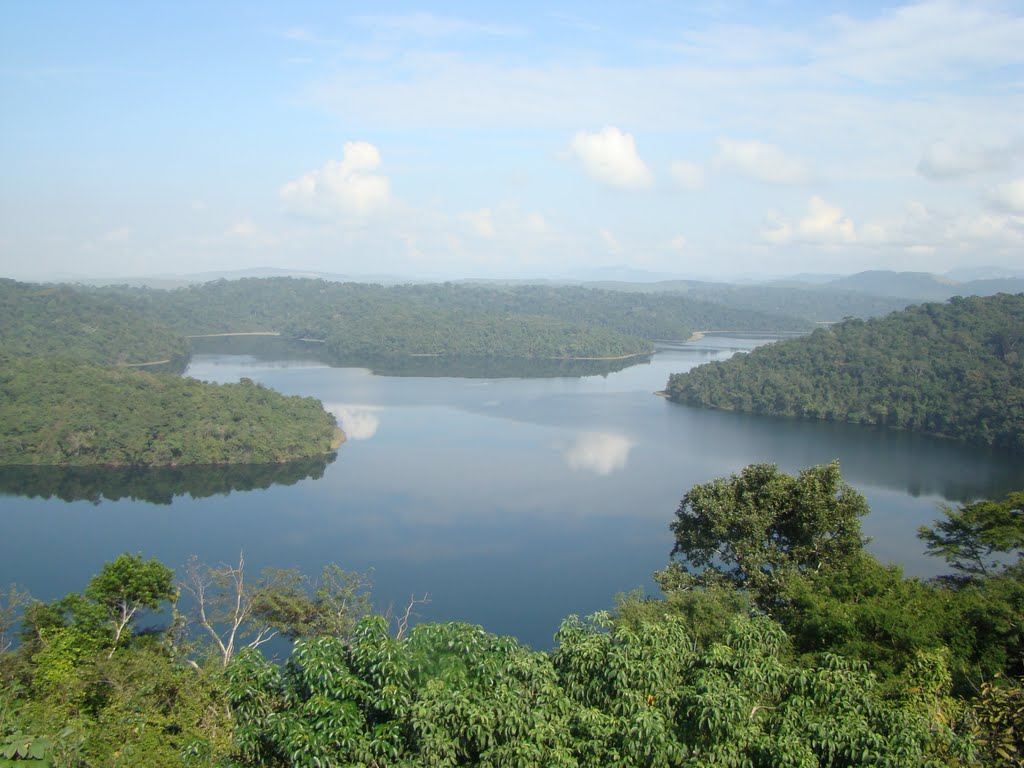
Lagoa Dom Helvécio, no Parque Estadual do Rio Doce.

A área do município, segundo o Instituto Brasileiro de Geografia e Estatística (IBGE), é de 545,813 km², sendo que 0,3682 km² constituem a zona urbana. Situa-se a 19º42'44" de latitude sul e 42°43'56" de longitude oeste e está a uma distância de 194 quilômetros a leste da capital mineira, fazendo parte do colar metropolitano do Vale do Aço juntamente com outras 23 cidades (além dos quatro municípios principais). Seus municípios limítrofes são Timóteo a norte, Jaguaraçu a noroeste, São Domingos do Prata a oeste, Dionísio a sul, Córrego Novo e Pingo-d'Água a sudeste e Bom Jesus do Galho a leste.
De acordo com a divisão regional vigente desde 2017, instituída pelo IBGE, o município pertence às Regiões Geográficas Intermediária e Imediata de Ipatinga. Até então, com a vigência das divisões em microrregiões e mesorregiões, fazia parte da microrregião de Ipatinga, que por sua vez estava incluída na mesorregião do Vale do Rio Doce.

### Relevo, hidrografia e meio ambiente
De forma geral, 60% do território marlierense é composto por áreas montanhosas, enquanto que 30% são zonas onduladas e os 10% restantes são planos. A altitude máxima encontra-se a 1 045 metros acima do nível do mar, no Pico do Machado, enquanto que a altitude mínima está na divisa com o município de Dionísio, com 320 metros. Já o ponto central da cidade se encontra a 500 m.
O município é considerado a porta de entrada para o Parque Estadual do Rio Doce (PERD), cuja portaria está localizada próxima à comunidade de Santa Rita. A unidade de conservação abriga a maior reserva de Mata Atlântica de Minas Gerais, além de constituir um dos maiores sistema lacustres do mundo, estendendo-se ainda pelos municípios de Dionísio e Timóteo. A biodiversidade também é notável, comportando 325 espécies de aves e 77 espécies de mamíferos, inclusive espécies em extinção, como onça-pintada, macuco e mono-carvoeiro. Ademais, Marliéria conta as áreas de proteção ambiental (APAs) do Jacroá e do Belém, que aliadas a áreas de preservação dos municípios vizinhos, constituem um corredor ecológico entre outras regiões do Vale do Aço ao PERD.
O complexo do Parque Estadual do Rio Doce abrange cerca de 40 lagoas naturais, dentre as quais se destaca a Lagoa Dom Helvécio, também conhecida como Lagoa do Bispo, que possui 6,7 km² de área e alcança 32,5 m de profundidade, uma das mais profundas do país. Além das lagoas, o rio Doce banha Marliéria em um dos limites do parque estadual e do território municipal, que também é cortado por diversos pequenos cursos hidrográficos, a exemplo dos ribeirões da Conceição, do Belém e do Turvo e dos córregos Antunes, Celeste e Santo Antônio. O ribeirão Onça Grande, por sua vez, é o principal leito que banha o perímetro urbano.

### Clima

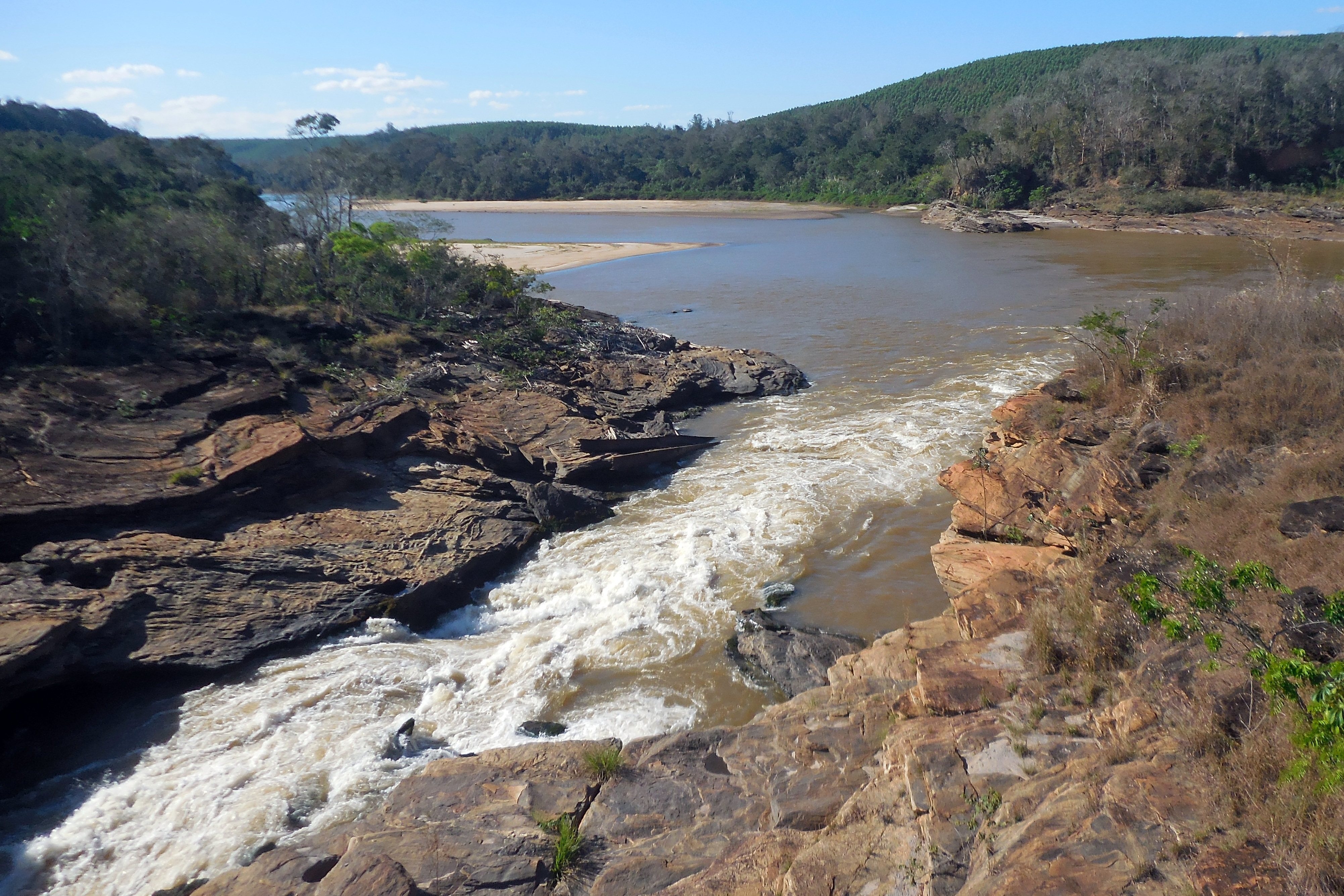
Rio Doce com nível reduzido em função de estiagem prolongada entre Marliéria e Pingo-d'Água, visto da Ponte Queimada.

O clima marlierense é caracterizado, segundo o IBGE, como tropical quente semiúmido (tipo Aw segundo Köppen), com diminuição de chuvas no inverno e temperatura média anual em torno dos 23 °C, tendo invernos secos e amenos (raramente frios) e verões chuvosos com temperaturas altas. O mês mais quente, fevereiro, tem temperatura média de 26 °C, sendo a média máxima de 32 °C e a mínima de 20 °C. E o mês mais frio, julho, possui média de 20 °C, sendo 27 °C e 14 °C as médias máxima e mínima, respectivamente. Outono e primavera são estações de transição. O índice pluviométrico é de aproximadamente 1 155 mm, sendo julho o mês mais seco e dezembro o mais chuvoso. De acordo com o Instituto Nacional de Pesquisas Espaciais (INPE), Marliéria é o 103º colocado no ranking de ocorrências de descargas elétricas no estado de Minas Gerais, com uma média anual de 7,8093 raios por quilômetro quadrado.
Durante a época das secas e em longos veranicos em pleno período chuvoso são comuns registros de queimadas em morros e matagais, inclusive nas dependências do Parque Estadual do Rio Doce. Entre os dias 20 e 24 de setembro de 2019, um incêndio consumiu 484,2 hectares da reserva entre Marliéria e Timóteo, o maior dos últimos anos, sendo controlado com ajuda das chuvas. Além das queimadas ocasionais, Marliéria também é afetada pela poluição atmosférica gerada nas usinas siderúrgicas do Vale do Aço. Por outro lado, o município ocasionalmente é atingido por tempestades com chuvas fortes e rajadas de vento, sobretudo na primavera ou com o choque de frentes frias com altas temperaturas. Tempestades de granizo não são comuns, mas algumas das maiores e mais recentes ocorreram em 12 de junho de 2009 e 20 de setembro de 2012, destelhando casas e estabelecimentos e deixando a cidade sem energia elétrica por algumas horas. Em episódios de chuvas constantes podem ocorrer enchentes nas margens do ribeirão Onça Grande.
| Dados climatológicos para Marliéria (Cava Grande) | Dados climatológicos para Marliéria (Cava Grande) | Dados climatológicos para Marliéria (Cava Grande) | Dados climatológicos para Marliéria (Cava Grande) | Dados climatológicos para Marliéria (Cava Grande) | Dados climatológicos para Marliéria (Cava Grande) | Dados climatológicos para Marliéria (Cava Grande) | Dados climatológicos para Marliéria (Cava Grande) | Dados climatológicos para Marliéria (Cava Grande) | Dados climatológicos para Marliéria (Cava Grande) | Dados climatológicos para Marliéria (Cava Grande) | Dados climatológicos para Marliéria (Cava Grande) | Dados climatológicos para Marliéria (Cava Grande) | Dados climatológicos para Marliéria (Cava Grande) |
| Mês                                               | Jan                                               | Fev                                               | Mar                                               | Abr                                               | Mai                                               | Jun                                               | Jul                                               | Ago                                               | Set                                               | Out                                               | Nov                                               | Dez                                               | Ano                                               |
| ------------------------------------------------- | ------------------------------------------------- | ------------------------------------------------- | ------------------------------------------------- | ------------------------------------------------- | ------------------------------------------------- | ------------------------------------------------- | ------------------------------------------------- | ------------------------------------------------- | ------------------------------------------------- | ------------------------------------------------- | ------------------------------------------------- | ------------------------------------------------- | ------------------------------------------------- |
| Temperatura máxima média (°C)                     | 31,5                                              | 32,1                                              | 30,8                                              | 29,6                                              | 28,0                                              | 27,1                                              | 27,0                                              | 28,4                                              | 28,7                                              | 29,6                                              | 29,8                                              | 30,1                                              | 29,3                                              |
| Temperatura média (°C)                            | 25,8                                              | 26,1                                              | 25,3                                              | 23,8                                              | 21,9                                              | 20,5                                              | 20,3                                              | 21,4                                              | 22,6                                              | 24,1                                              | 24,6                                              | 24,9                                              | 23,4                                              |
| Temperatura mínima média (°C)                     | 20,2                                              | 20,2                                              | 19,8                                              | 18,1                                              | 15,9                                              | 13,9                                              | 13,6                                              | 14,4                                              | 16,6                                              | 18,6                                              | 19,4                                              | 19,7                                              | 17,5                                              |
| Precipitação (mm)                                 | 213                                               | 116                                               | 126                                               | 66                                                | 28                                                | 16                                                | 12                                                | 14                                                | 38                                                | 104                                               | 208                                               | 214                                               | 1 155                                             |
| Fonte: Climate-Data.org                           |                                                   |                                                   |                                                   |                                                   |                                                   |                                                   |                                                   |                                                   |                                                   |                                                   |                                                   |                                                   |                                                   |

## Demografia
Em 2010, a população do município foi contada pelo Instituto Brasileiro de Geografia e Estatística (IBGE) em 4 012 habitantes. Segundo o censo daquele ano, 1 997 habitantes eram homens e 2 015 habitantes mulheres. Ainda segundo o mesmo censo, 2 844 habitantes viviam na zona urbana e 1 168 na zona rural. Já segundo estatísticas divulgadas em 2017, a população municipal era de 4 044 habitantes. Da população total em 2010, 1 116 habitantes (27,82%) tinham menos de 15 anos de idade, 2 490 habitantes (62,06%) tinham de 15 a 64 anos e 406 pessoas (10,12%) possuíam mais de 65 anos, sendo que a esperança de vida ao nascer era de 75,3 anos e a taxa de fecundidade total por mulher era de 2,4.

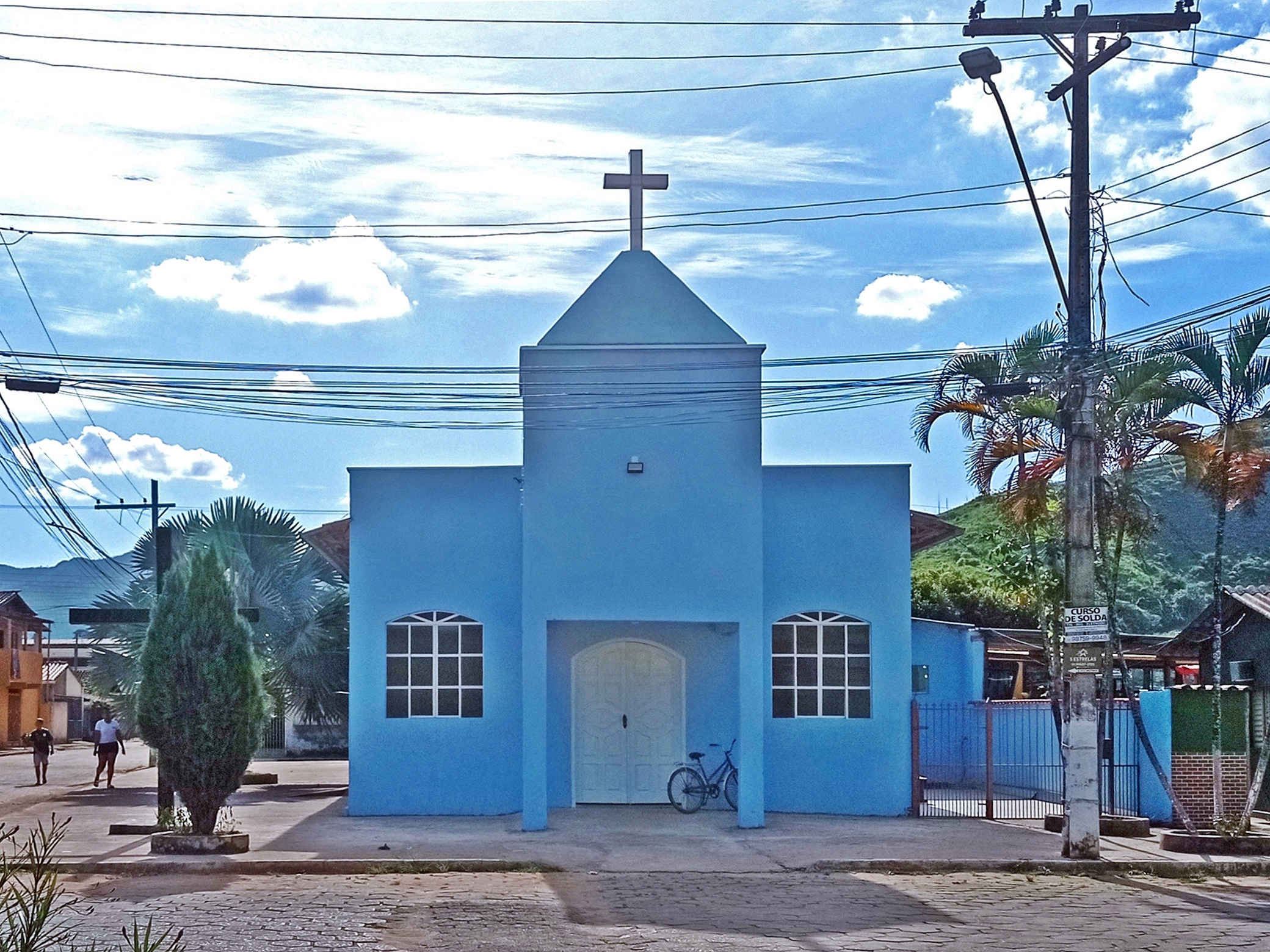
Igreja Católica do distrito de Cava Grande

Em 2010, a população marlierense era composta por 1 235 brancos (30,78%), 582 negros (14,51%), 82 amarelos (2,04%), 2 112 pardos (52,64%) e um indígena (0,02%). Considerando-se a região de nascimento, 3 927 eram nascidos no Sudeste (97,89%), 48 no Nordeste (1,19%) e nove no Centro-Oeste (0,23%). 3 906 habitantes eram naturais do estado de Minas Gerais (97,37%) e, desse total, 2 150 eram nascidos em Marliéria (53,60%). Entre os 106 naturais de outras unidades da federação, a Bahia era o estado com maior presença, com 35 pessoas (0,87%), seguido pelo Distrito Federal, Rio de Janeiro e São Paulo, cada um com nove residentes do município (0,23% cada).
O Índice de Desenvolvimento Humano Municipal (IDH-M) de Marliéria é considerado médio pelo Programa das Nações Unidas para o Desenvolvimento (PNUD), sendo que seu valor é de 0,657 (o 2964º maior do Brasil). Considerando-se apenas o índice de educação o valor é de 0,537, o valor do índice de longevidade é de 0,838 e o de renda é de 0,629. De 2000 a 2010, a proporção de pessoas com renda domiciliar per capita de até meio salário mínimo reduziu em 59,6% e em 2010, 85,2% da população vivia acima da linha de pobreza, 10,9% encontrava-se na linha da pobreza e 3,9% estava abaixo e o coeficiente de Gini, que mede a desigualdade social, era de 0,412, sendo que 1,00 é o pior número e 0,00 é o melhor. A participação dos 20% da população mais rica da cidade no rendimento total municipal era de 46,0%, ou seja, 7,6 vezes superior à dos 20% mais pobres, que era de 6,0%.
De acordo com dados do censo de 2010 realizado pelo IBGE, a população de Marliéria está composta por: 2 188 católicos (54,54%), 1 301 evangélicos (32,43%), seis Testemunhas de Jeová (0,15%), três espíritas (0,09%), três esotéricos (0,08%), 480 pessoas sem religião (11,95%) e os 0,76% restantes estavam distribuídos entre outros credos religiosos. A cidade sedia a Paróquia Nossa Senhora das Dores, subordinada à Diocese de Itabira-Fabriciano.

## Política e administração

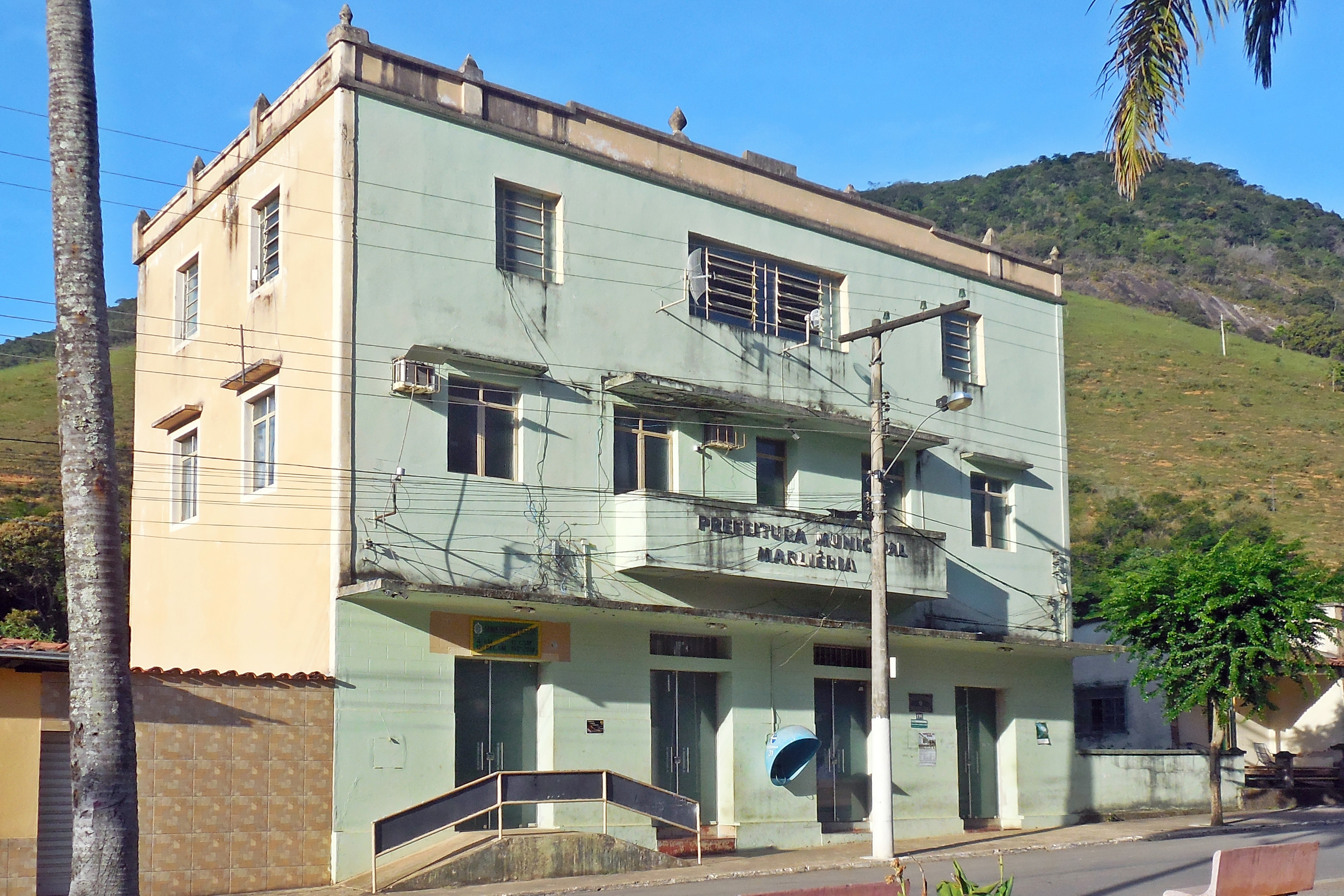
Prefeitura de Marliéria

A administração municipal se dá pelos Poderes Executivo e Legislativo. O Executivo é exercido pelo prefeito, auxiliado pelo seu gabinete de secretários. O atual prefeito é Geraldo Magela Borges de Castro, do Partido Social Democrático (PSD), que foi eleito nas eleições municipais de 2012 e reeleito em 2016 com 56,98% dos votos válidos, ao lado de José Carlos Mateus como vice-prefeito. O Poder Legislativo, por sua vez, é constituído pela câmara municipal, composta por nove vereadores. Cabe à casa elaborar e votar leis fundamentais à administração e ao Executivo, especialmente o orçamento participativo (Lei de Diretrizes Orçamentárias).
Em complementação ao processo Legislativo e ao trabalho das secretarias, existem também conselhos municipais em atividade, entre os quais dos direitos da criança e do adolescente (criado em 2011) e tutelar (2006). Marliéria se rege por sua lei orgânica, que foi promulgada em março de 1990, e é termo da Comarca de Timóteo, do Poder Judiciário estadual, de entrância especial, juntamente com o município de Jaguaraçu. O município possuía, em fevereiro de 2017, 4 212 eleitores, de acordo com o Tribunal Superior Eleitoral (TSE), o que representa 0,027% do eleitorado mineiro.
Administrativamente, o município é constituído pelo distrito de Cava Grande e pelo Distrito-Sede. O primeiro possui uma população de 2 374 habitantes segundo o IBGE em 2010, enquanto que a sede conta com 1 638 habitantes. Pelo fato de ser mais populoso e se encontrar mais próximo do município de Timóteo que da própria sede de Marliéria, existe um movimento a favor da emancipação de Cava Grande. Na zona rural estão localizadas 18 comunidades, segundo a prefeitura.

## Economia

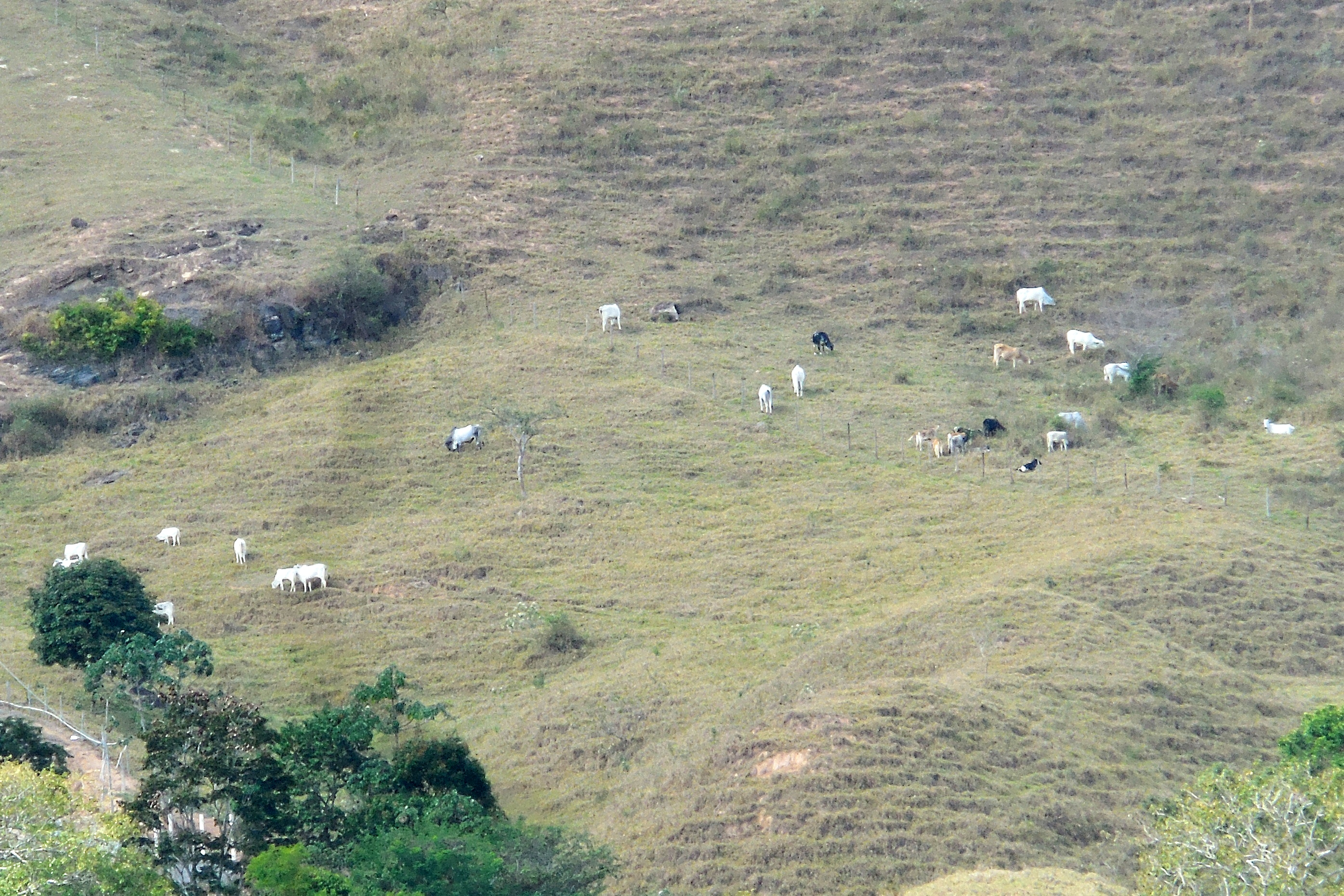
Gado em morro de Marliéria

No Produto Interno Bruto (PIB) de Marliéria, destacam-se as áreas da agropecuária e de prestação de serviços. De acordo com dados do IBGE, relativos a 2013, o PIB do município era de R$ 30 703 mil. 879 mil eram de impostos sobre produtos líquidos de subsídios a preços correntes e o PIB per capita era de R$ 7 656,22. Em 2010, 57,5% da população maior de 18 anos era economicamente ativa, enquanto que a taxa de desocupação era de 10,12%. Cabe ressaltar, no entanto, que uma considerável parte da população se desloca a outro município para trabalhar, dada a proximidade dos complexos industriais situados nos municípios da Região Metropolitana do Vale do Aço. Dentre a população marlierense que trabalha em outro município, 61,2% é empregada em Timóteo, 15,5% em Ipatinga, 5,6% em Coronel Fabriciano e 9,7% em outras cidades do colar metropolitano.
Em 2014, salários juntamente com outras remunerações somavam 6 744 mil reais e o salário médio mensal de todo município era de 1,7 salários mínimos. Havia 63 unidades locais e 60 empresas atuantes. Segundo o IBGE, 72,67% das residências sobreviviam com menos de salário mínimo mensal por morador (904 domicílios), 20,26% sobreviviam com entre um e três salários mínimos para cada pessoa (252 domicílios), 1,93% recebiam entre três e cinco salários (24 domicílios), 0,80% tinham rendimento mensal acima de cinco salários mínimos (dez domicílios) e 4,34% não tinham rendimento (54 domicílios).
Setor primário
| Produção de cana-de-açúcar, milho e feijão (2014) | Produção de cana-de-açúcar, milho e feijão (2014) | Produção de cana-de-açúcar, milho e feijão (2014) |
| ------------------------------------------------- | ------------------------------------------------- | ------------------------------------------------- |
| Produto                                           | Área colhida (hectares)                           | Produção (tonelada)                               |
| Cana-de-açúcar                                    | 100                                               | 7 500                                             |
| Milho                                             | 290                                               | 570                                               |
| Feijão                                            | 60                                                | 48                                                |

Em 2013, a pecuária e a agricultura acrescentavam 3 010 mil reais na economia de Marliéria, enquanto que em 2010, 26,04% da população economicamente ativa do município estava ocupada no setor. Segundo o IBGE, em 2014 o município possuía um rebanho de 10 218 bovinos, 255 equinos, 124 ovinos, 266 suínos e 5 807 aves, entre estas 1 613 galinhas. Neste mesmo ano, a cidade produziu 4 754 mil litros de leite de 3 301 vacas, 13 mil dúzias de ovos de galinha e 7 478 quilos de mel de abelha.
Na lavoura temporária, são produzidos principalmente a cana-de-açúcar (7 500 toneladas produzidas e 100 hectares cultivados), o milho (570 toneladas produzidas e 290 hectares cultivados) e o feijão (48 toneladas e 60 hectares), além do arroz. Já na lavoura permanente, destacam-se a laranja (340 toneladas produzidas e 17 hectares cultivados), a banana (105 toneladas e 15 hectares) e o café (30 toneladas e 25 hectares), além do coco-da-baía.
Setores secundário e terciário

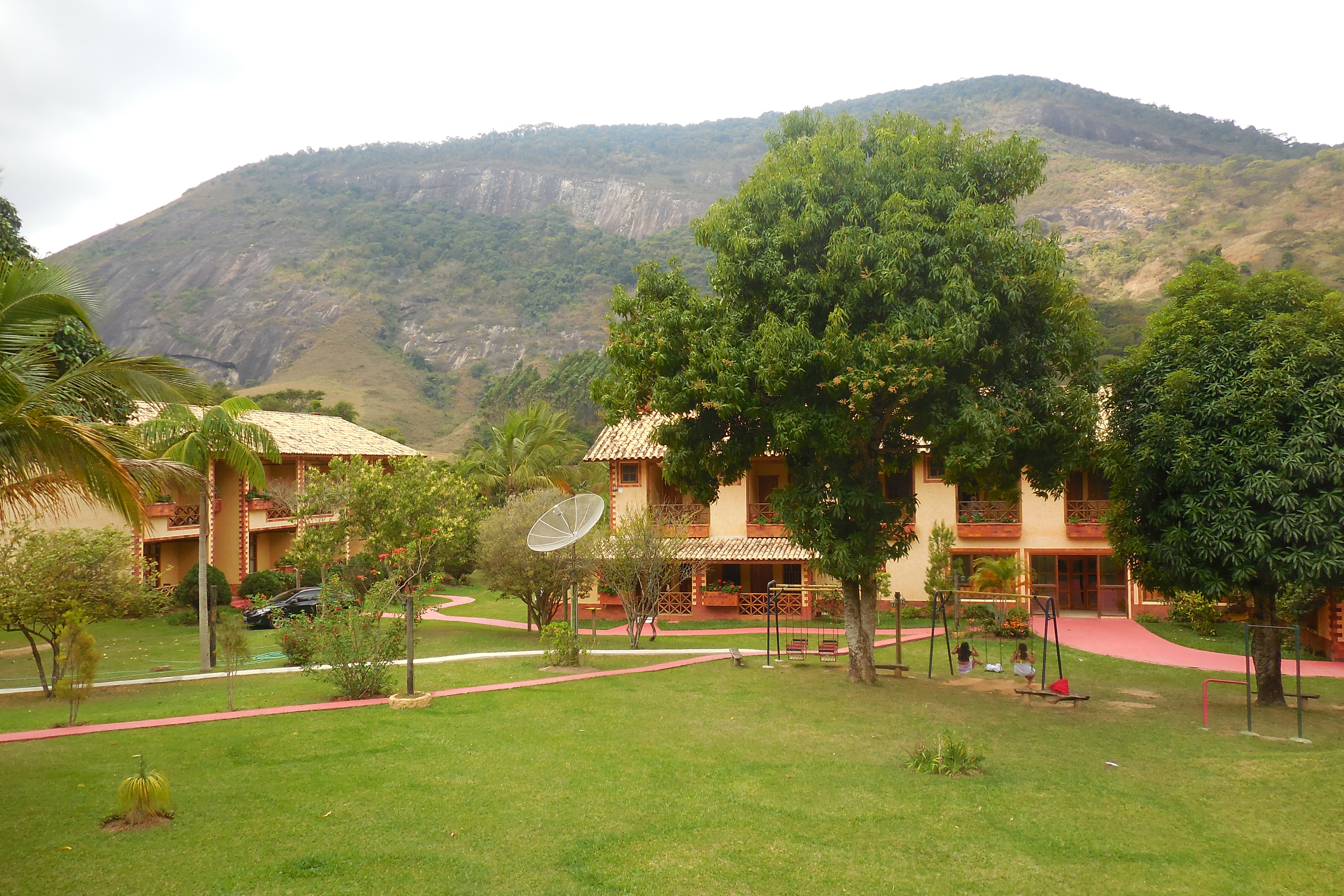
Pousada Solar das Hortênsias

A indústria, em 2013, era o setor menos relevante para a economia do município. 1 973 mil reais do PIB municipal eram do valor adicionado bruto do setor secundário. A produção industrial ainda é incipiente na cidade, mesmo que comece a dar sinais de aprimoramento, sendo resumida principalmente à produção artesanal e à extração de madeira, em especial do eucalipto, para suprir à demanda das siderúrgicas da Região Metropolitana do Vale do Aço, como da Cenibra e da Aperam South America. Em 2014, de acordo com o IBGE, foram extraídas 3 932 toneladas de carvão vegetal e 370 metros cúbicos de madeira em tora, dentre os quais 310 m³ eram de eucalipto para a produção de celulose.
Segundo estatísticas do ano de 2010, 0,17% dos trabalhadores de Marliéria estavam ocupados no setor industrial extrativo e 8,28% na indústria de transformação. Neste mesmo ano, 10,20% da população ocupada estava empregada no setor de construção, 0,28% nos setores de utilidade pública, 8,27% no comércio e 40,21% no setor de serviços e em 2013, 9 840 mil reais do PIB municipal eram do valor adicionado bruto do setor de serviços e 15 880 mil reais do valor adicionado da administração pública. Também cabe ser ressaltada a considerável presença de hotéis, pousadas, propriedades rurais e áreas de camping que fortalecem o turismo rural e ecológico no município, associados à presença do Parque Estadual do Rio Doce e outros atrativos naturais.

## Infraestrutura

### Saúde e educação

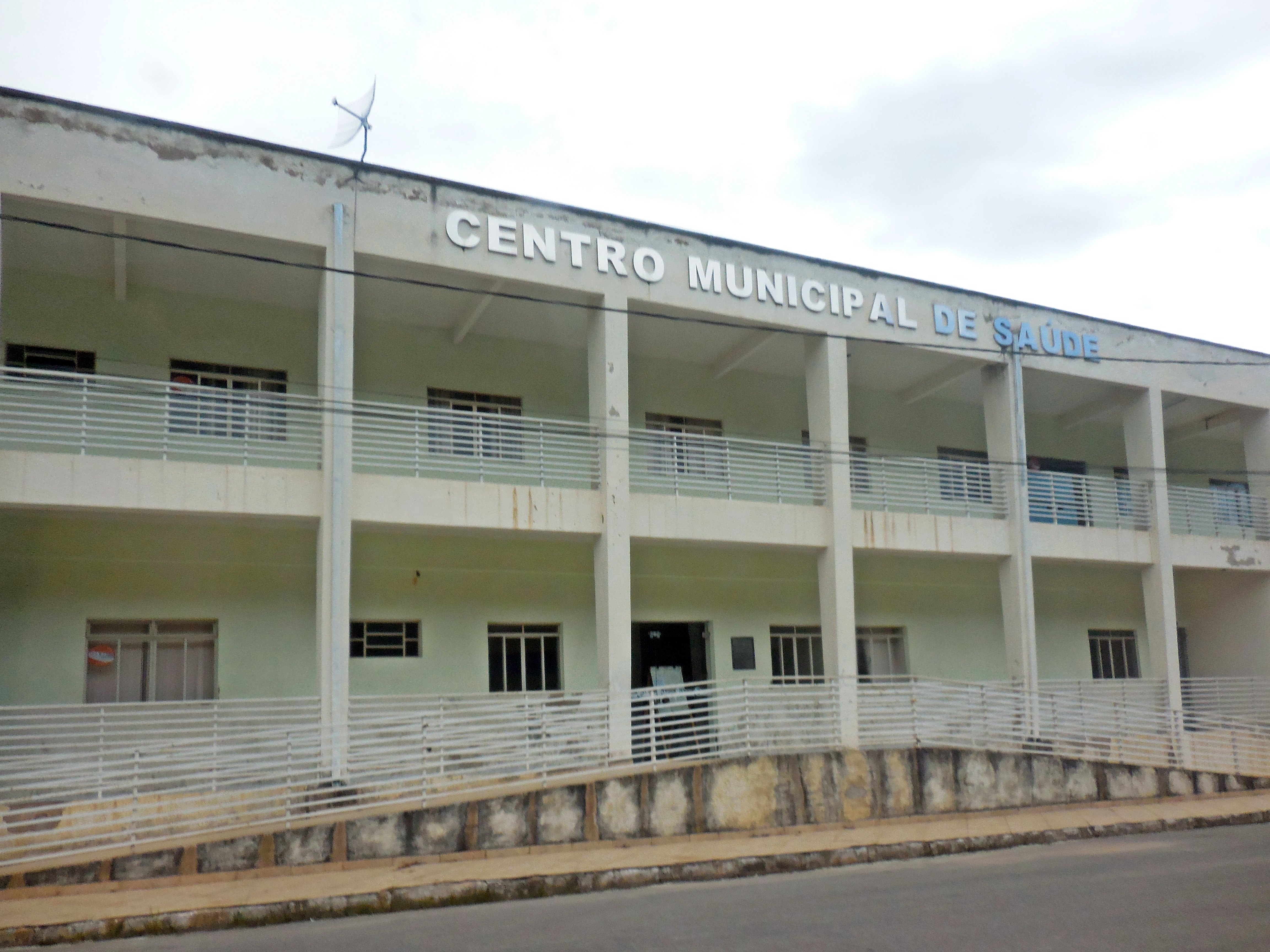
Centro Municipal de Saúde de Marliéria

Em 2009, o município possuía três estabelecimentos de saúde, sendo todos eles públicos municipais e integrantes do Sistema Único de Saúde (SUS). Em 2010, 1,07% das mulheres de 10 a 17 anos tiveram filhos. Em 2014, foram registrados 46 nascidos vivos, sendo que o índice de mortalidade infantil neste ano foi nulo. No mesmo ano, 100% das crianças menores de 1 ano de idade estavam com a carteira de vacinação em dia e 100% das crianças do município foram pesadas pelo Programa Saúde da Família, sendo que nenhuma delas apresentava desnutrição.
Na área da educação, o Índice de Desenvolvimento da Educação Básica (IDEB) médio entre as séries do 9º ano (antiga 8ª série) das escolas públicas de Marliéria era, no ano de 2013, de 5,5, posicionando-se na 63ª colocação a nível estadual e na 101ª a nível nacional. Em 2010, 1,27% das crianças com faixa etária entre seis e 14 anos não estavam cursando o ensino fundamental. A taxa de conclusão, entre jovens de 15 a 17 anos, era de 33,8% e o percentual de alfabetização de jovens e adolescentes entre 15 e 24 anos era de 98,2%. Em 2013, a distorção idade-série entre alunos do ensino fundamental, ou seja, com idade superior à recomendada, era de 8% para os anos iniciais e 29,1% nos anos finais e, no ensino médio, a defasagem chegava a 25,1%. Dentre os habitantes de 25 anos ou mais, em 2010, 31,38% tinham completado o ensino fundamental, 19,27% o ensino médio e 3,86% o ensino superior, sendo que a população tinha em média 9,15 anos esperados de estudo.
Em 2010, de acordo com dados da amostra do censo demográfico, da população total, 1 156 habitantes frequentavam creches e/ou escolas. Desse total, seis frequentavam creches, 146 estavam no ensino pré-escolar, 43 na classe de alfabetização, 53 na alfabetização de jovens e adultos, 622 no ensino fundamental, 179 no ensino médio, 55 na educação de jovens e adultos do ensino fundamental, 22 na educação de jovens e adultos do ensino médio, 20 no ensino superior e dez na especialização de nível superior. 3 256 pessoas não frequentavam unidades escolares, sendo que 419 nunca haviam frequentado e 2 437 haviam frequentado alguma vez. O município contava, em 2015, com 867 matrículas nas instituições de educação infantil e ensinos fundamental e médio da cidade e dentre as cinco escolas que ofereciam ensino fundamental, três pertenciam à rede pública municipal e duas à rede estadual. As duas instituições que forneciam o ensino médio, por sua vez, pertencem à rede pública estadual.
| Ensino pré-escolar | 102 | 9  | 3 |
| Ensino fundamental | 593 | 45 | 5 |
| Ensino médio       | 172 | 22 | 2 |

### Habitação e serviços básicos

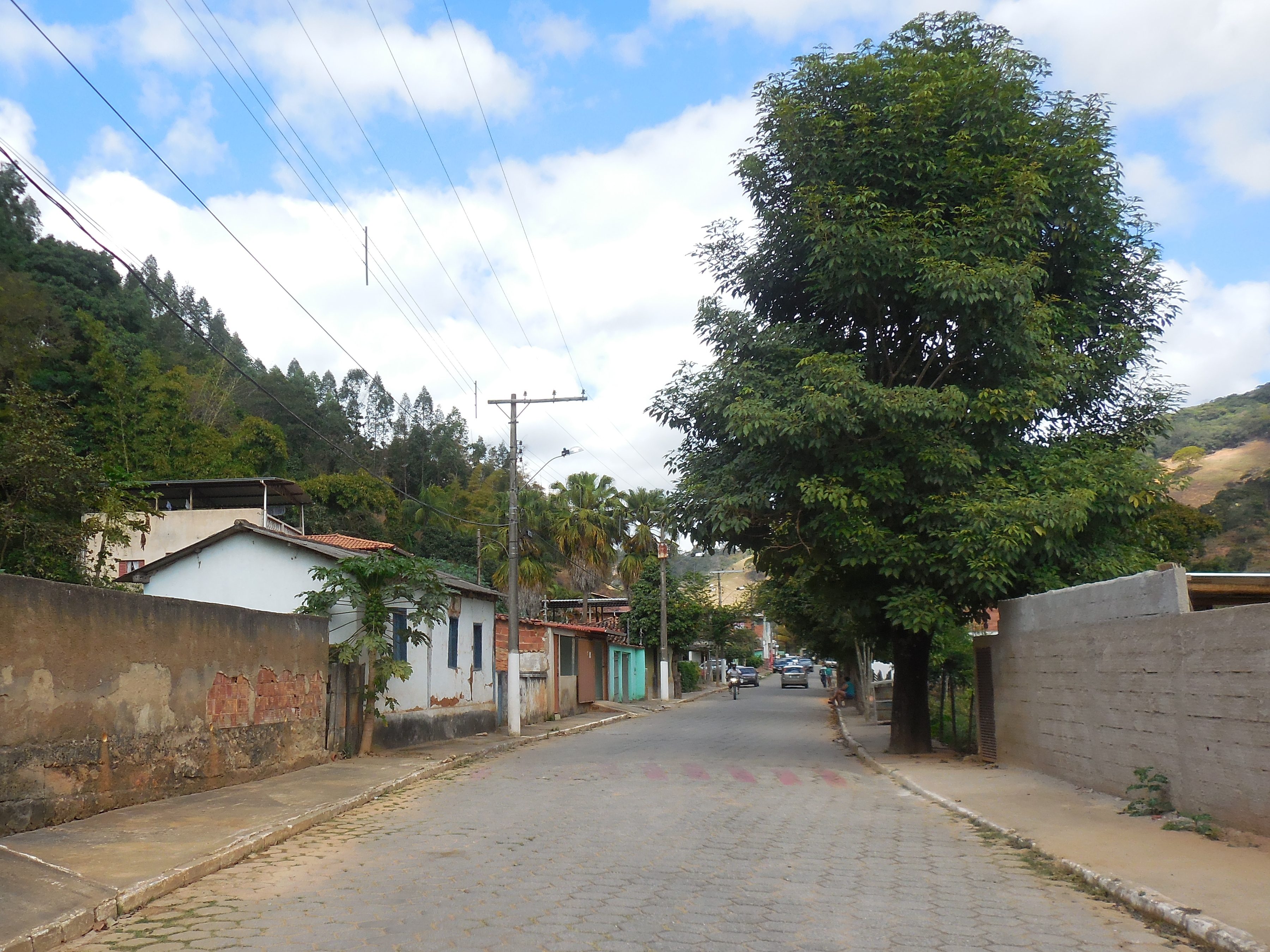
Rua na entrada da cidade

No ano de 2010, a cidade tinha 1 244 domicílios particulares permanentes. Desse total, 1 205 eram casas, 36 eram apartamentos e três eram habitações em casa de cômodos ou cortiços. Do total de domicílios, 918 são imóveis próprios (905 já quitados e 13 em aquisição), 164 foram alugados, 154 foram cedidos (68 cedidos por empregador e 86 cedidos de outra forma) e oito foram ocupados sob outra condição. O distrito de Cava Grande constitui a principal área passível de expansão urbana no município, devido à proximidade com o perímetro urbano de Timóteo e da Região Metropolitana do Vale do Aço e o fácil acesso a estes através da LMG-760. Nessa região existem loteamentos e empreendimentos imobiliários relativamente recentes e/ou em fase de implantação.
Em 2010, 687 domicílios eram atendidos pela rede geral de abastecimento de água (55,22% do total) e em 450 residências (36,17% delas) a água consumida era extraída de poços ou nascentes. O saneamento básico na cidade é de responsabilidade do Poder Executivo municipal, segundo consta no Plano Municipal de Saneamento Básico, instituído em 17 de maio de 2016. Também em 2010, 1 226 domicílios (98,55% do total) possuíam banheiros para uso exclusivo das residências; 1 084 (87,13% deles) eram atendidos por algum tipo de serviço de coleta de lixo; e 1 233 (99,11%) possuíam abastecimento de energia elétrica. A responsável pelo serviço de abastecimento de energia elétrica no município é a Companhia Energética de Minas Gerais (Cemig). Segundo a empresa, em 2003 havia 1 574 consumidores e foram consumidos 2 417 794 KWh de energia. Os resíduos coletados no município são encaminhados à Central de Resíduos do Vale do Aço (CRVA), localizada em Santana do Paraíso, sendo que uma média de 1,8 tonelada de lixo ao dia era produzida em Marliéria em 2012.

### Comunicação e criminalidade
Em dados da Agência Nacional de Telecomunicações (Anatel), Marliéria possuía 19 orelhões em 2016. O código de área (DDD) é 031 e o Código de Endereçamento Postal (CEP) da cidade vai de 35185-000 a 35187-999. No dia 19 de janeiro de 2009, o município passou a ser servido pela portabilidade, juntamente com outros municípios com o mesmo DDD. A portabilidade é um serviço que possibilita a troca da operadora sem a necessidade de se trocar o número do aparelho. O serviço postal é atendido por uma agência Empresa Brasileira de Correios e Telégrafos funcionando no Centro da cidade.
A Polícia Militar, uma força estadual, é a responsável pelo policiamento ostensivo das cidades, o patrulhamento bancário, ambiental, prisional, escolar e de eventos especiais, além de realizar ações de integração social. O município é atendido pelo 58º Batalhão da Polícia Militar, cuja sede está localizada em Coronel Fabriciano. A cidade também é abrangida pela 322ª Área Integrada de Segurança Pública (AISP) da Polícia Civil, responsável pelo combate e apuração de ocorrências de crimes e infrações. A delegacia dessa AISP, no entanto, encontra-se em Timóteo e é subordinada à 1ª Delegacia Regional de Polícia Civil de Ipatinga. Em 2013, a Polícia Militar registrou um total de seis crimes violentos, sendo três roubos, duas tentativas de homicídio e 1 homicídio consumado. Em 2014, também foi registrado apenas 1 homicídio.

### Transportes

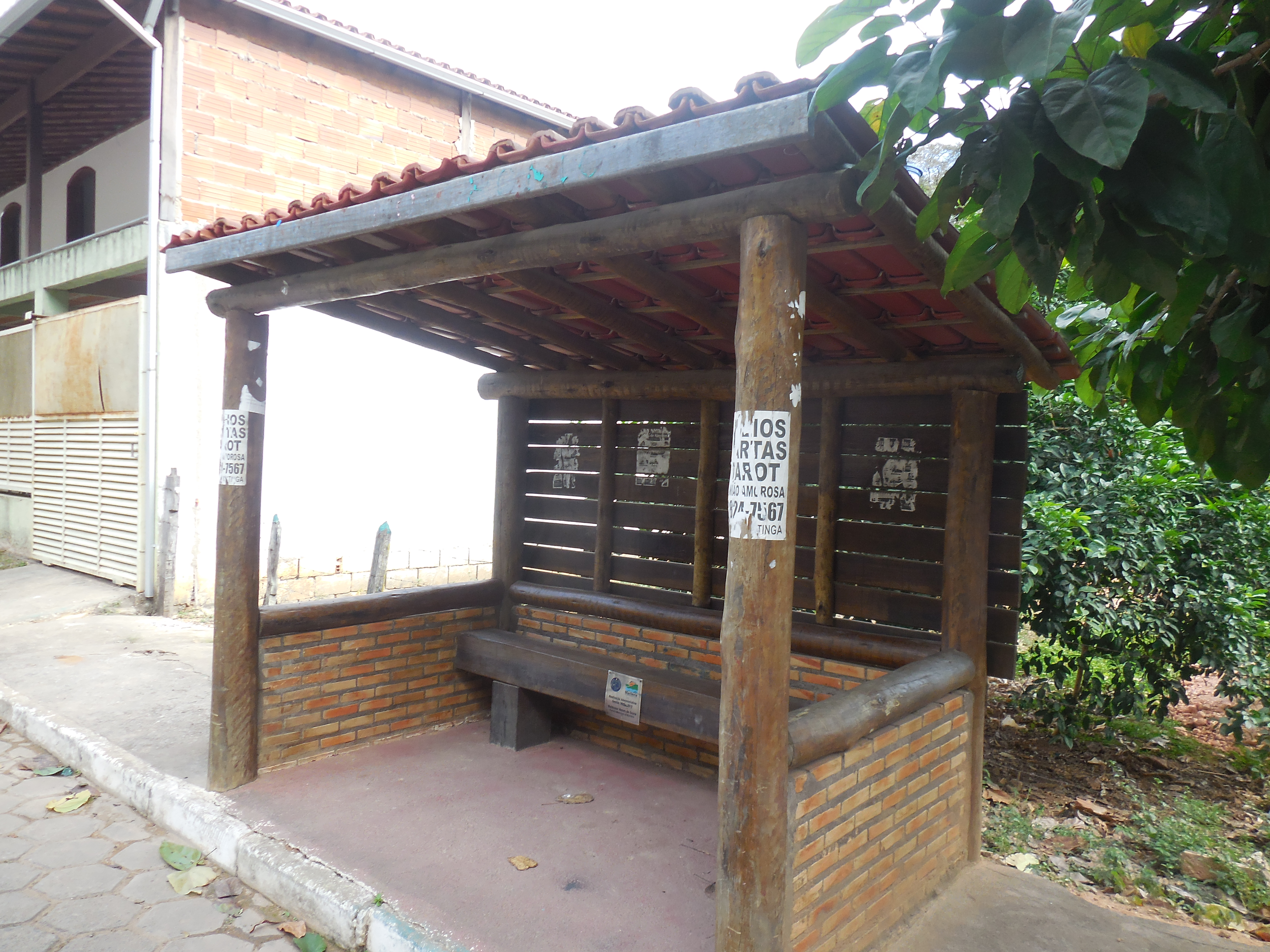
Um ponto de ônibus na cidade

A frota municipal no ano de 2015 era de 1 391 veículos, sendo 716 automóveis, 42 caminhões, quatro caminhões-trator, 119 caminhonetes, 23 caminhonetas, sete micro-ônibus, 439 motocicletas, nove motonetas, onze ônibus, seis utilitários e 15 classificados como outros tipos de veículo. O acesso à cidade é possível por meio da MG-320, que conecta Marliéria às rodovias federais BR-381 e BR-262, no entanto é pavimentada apenas no trecho entre a BR-381 e Marliéria. A LMG-760, por sua vez, liga Cava Grande a Timóteo e à BR-262, sendo pavimentada apenas entre Timóteo e o perímetro urbano do distrito. Ela também constitui o principal acesso ao Parque Estadual do Rio Doce.
A Viação Marli mantém linhas regulares diárias que saem do Centro de Marliéria e passam por Jaguaraçu com destino aos terminais rodoviários de Timóteo e Coronel Fabriciano. A Viação São Roque, por sua vez, atende ao distrito de Cava Grande com linhas para Dionísio e os municípios da Região Metropolitana do Vale do Aço. Na região metropolitana, há disponibilidade de transporte aéreo por meio do Aeroporto de Ipatinga, o qual possui rotas diárias com destino à Região Metropolitana de Belo Horizonte, além das paradas diárias do trem da Vale na Estrada de Ferro Vitória a Minas (EFVM), que interliga as regiões metropolitanas de Belo Horizonte e Vitória. O transporte hidroviário, por sua vez, pode ser encontrado nas lagoas do Parque Estadual do Rio Doce, onde pequenos barcos são utilizados para a pesca.

## Cultura

### Instituições culturais e eventos

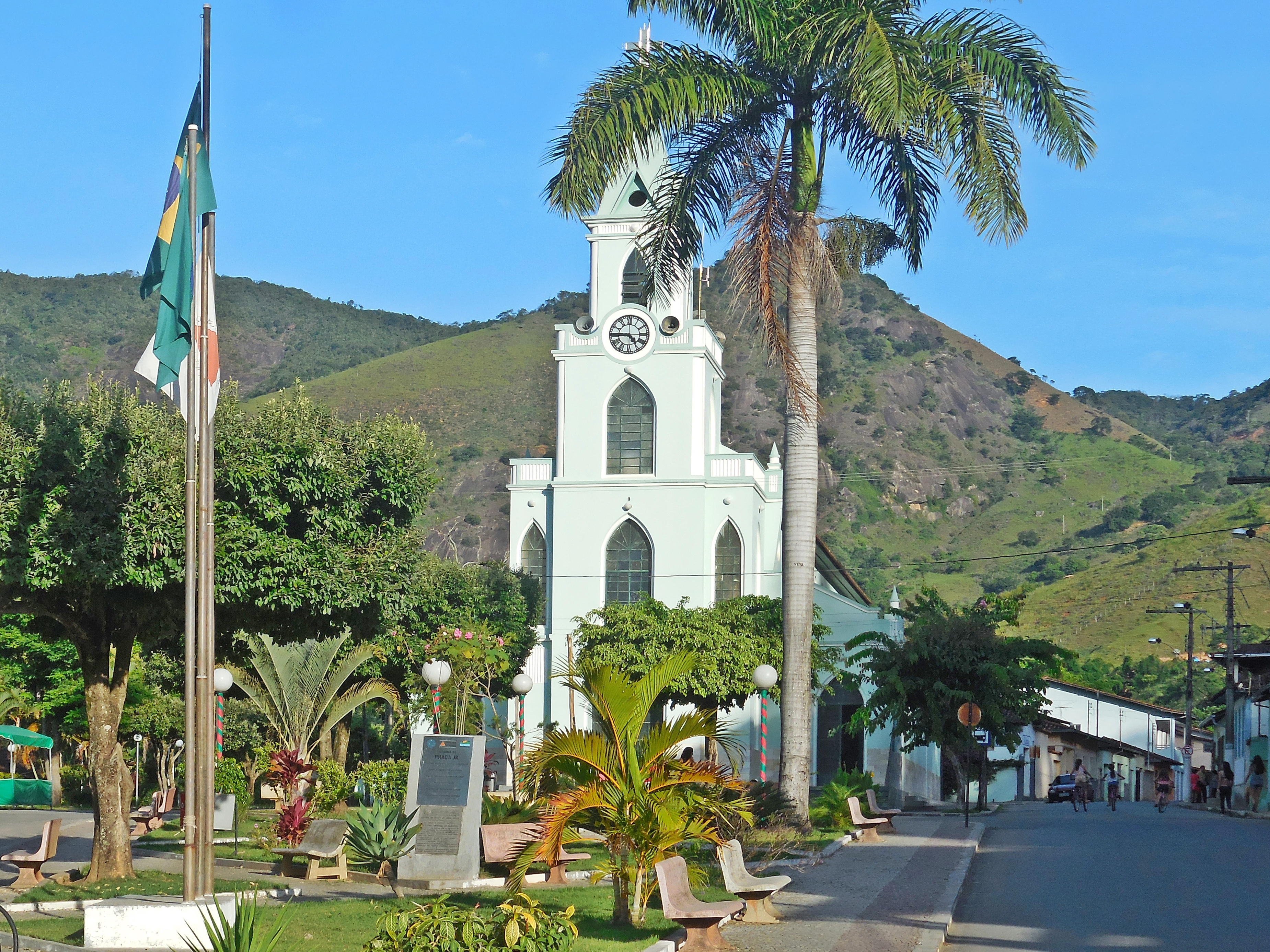
Praça JK e Igreja Matriz de Nossa Senhora das Dores em segundo plano

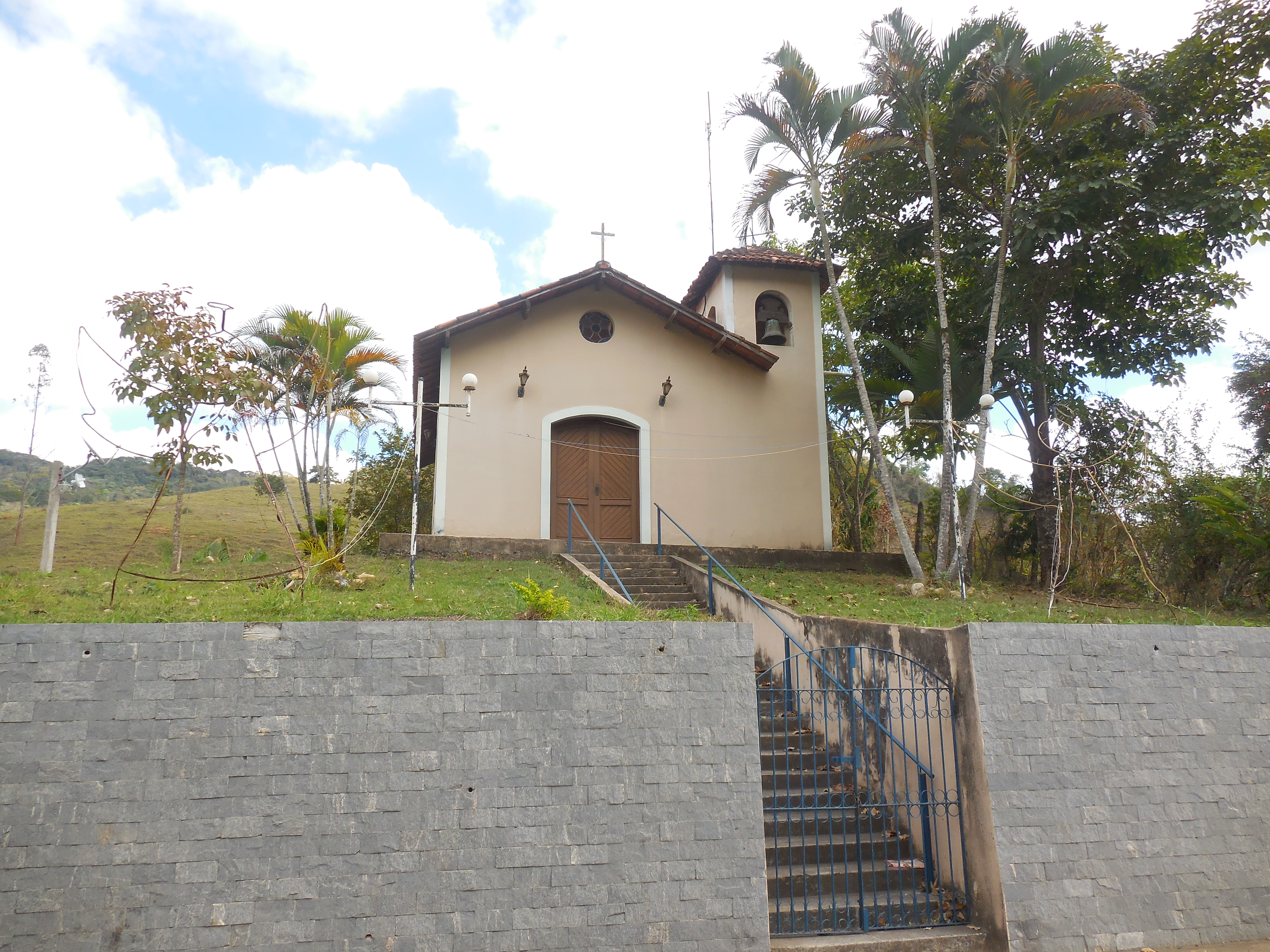
Capela Santo Antônio, no bairro homônimo, tombada pelo IEPHA.

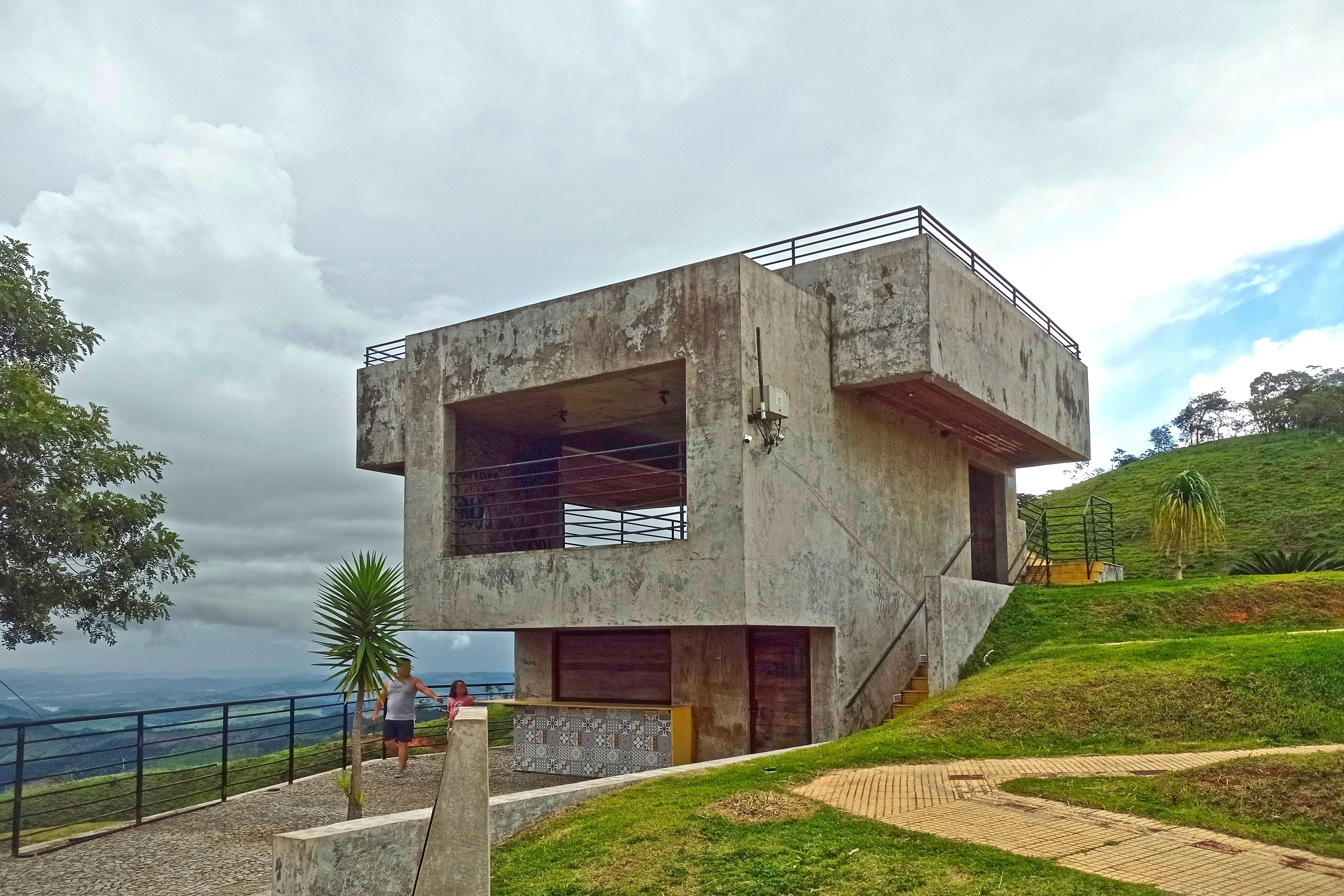
Mirante da APA do Jacroá, inaugurado em dezembro de 2017.

Marliéria conta com um conselho municipal de preservação do patrimônio, de caráter deliberativo e paritário e que foi criado em 2009. Também há legislações municipais de proteção ao patrimônio cultural material e imaterial, ministradas por uma secretaria municipal que atua como órgão gestor da cultura no município. Dentre os espaços culturais, destaca-se a existência de uma biblioteca mantida pelo poder público municipal, teatros ou salas de espetáculos, clubes, associações recreativas e áreas de esporte, segundo o IBGE em 2005 e 2012, além de um Parque de Exposições.
O artesanato também é uma das formas mais espontâneas da expressão cultural marlierense, sendo que, segundo o IBGE, as principais atividades artesanais desenvolvidas são o bordado, trabalhos com frutas e sementes e a manutenção da culinária típica, com destaque à produção artesanal de queijo, requeijão, biscoitos e doces caseiros. O município conta com um grupo de congado, que atua em eventos da cidade e nos municípios vizinhos. Em relação à música, cabe ser ressaltada a Corporação Musical de Marliéria, que oferece aulas de musicalização e prática em instrumentos de sopro, percussão e cordas e mantém uma orquestra infantil de flautas e uma banda musical.
Dentre os principais eventos realizados em Marliéria, cabem ser ressaltados o carnaval, que foi introduzido na década de 1990 e conta com desfiles de blocos carnavalescos da cidade; o Marli Fest Folia, micareta que foi realizada pela primeira vez na década de 80; a festa do Judas, realizada no Sábado de Aleluia desde a década de 70, com a queima do boneco do Judas após seu desfile pelas ruas da cidade e a distribuição de balas às crianças; a festa do trabalhador em Cava Grande, nos meses de maio; as celebrações de Corpus Christi, em maio ou junho; as festas juninas; a festa de Nossa Senhora das Dores, padroeira municipal, em setembro; além das festividades de Natal. O aniversário do Parque Estadual do Rio Doce, em julho, é celebrado com a chamada Romaria Ecológica, que foi tombada pelo IEPHA em 2011. Nela cavaleiros, tropeiros e fazendeiros percorrem o caminho feito por Dom Helvécio em sua visita a Marliéria na década de 30, entre a sede da cidade e a reserva.

### Marcos e atrativos
Marliéria faz parte do Circuito Turístico Mata Atlântica de Minas Gerais, que foi oficializado pela Secretaria de Estado de Turismo em 2010 com o objetivo de estimular o turismo na região. Os principais atrativos naturais do município são as diversas trilhas, matas e lagoas do Parque Estadual do Rio Doce, que é equipado com restaurantes, anfiteatro, centro receptivo, área para acampamento, alojamentos para pesquisadores, laboratório, visitas guiadas e mirante. As áreas de proteção ambiental do Jacroá e do Belém também possuem atrativos abertos à visitação.
Em uma das saídas do interior do parque, situa-se a Ponte Queimada, que foi reconstruída na década de 1930 para escoar a produção de carvão e cujo nome reverencia um incêndio no local provocado por indígenas no passado, preservando suas características originais de vigamento de ferro e corpo em madeira. Além do PERD, outros atrativos naturais que cabem ser ressaltados são o Pico do Machado, que tem 1 045 metros de altitude e conta com um mirante, e as cachoeiras, dentre as quais destacam-se a da Piteira, do Bento, do Bomfim, do Recanto e Rancho Fundo. Pousadas e propriedades rurais também são opções de lazer e hospedagem.
Em relação aos marcos arquitetônicos, fazem-se presentes no município diversos templos religiosos católicos de valor histórico e patrimonial, a exemplo das capelas de Santo Antônio, tombada pelo IEPHA, de Santo Antônio da Mata, de Santa Rita, da Trindade e dos Antunes. Marliéria também abriga uma imagem de Nossa Senhora da Saúde originada na Europa entre os séculos XIX e XX, que foi trazida à cidade no início do século XX e é reconhecida pelo IEPHA. A Igreja Matriz de Nossa Senhora das Dores, que é mantida pela Paróquia Nossa Senhora das Dores, tem sua origem com a construção de uma capela dedicada à padroeira em 1916, sendo mais tarde demolida para dar lugar à nova Igreja Matriz, concluída em 1961. Outras edificações históricas da cidade que preservam a arquitetura original são os sobrados da família do senhor Juca, construído por volta de 1900, e da rua Paulo Antônio de Castro, que representou a primeira sede da prefeitura e foi construído em 1935.

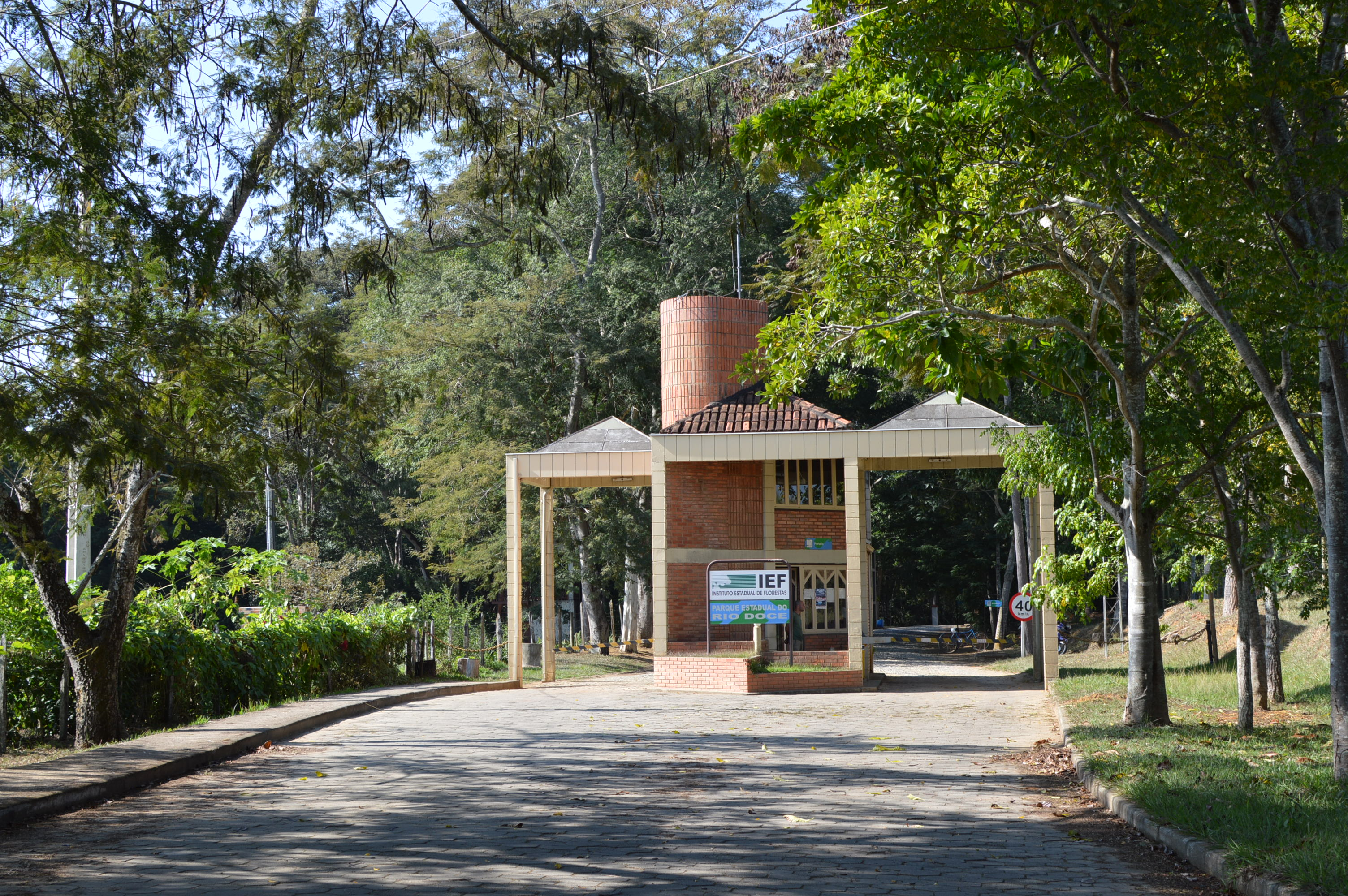
Guarita do Parque Estadual do Rio Doce
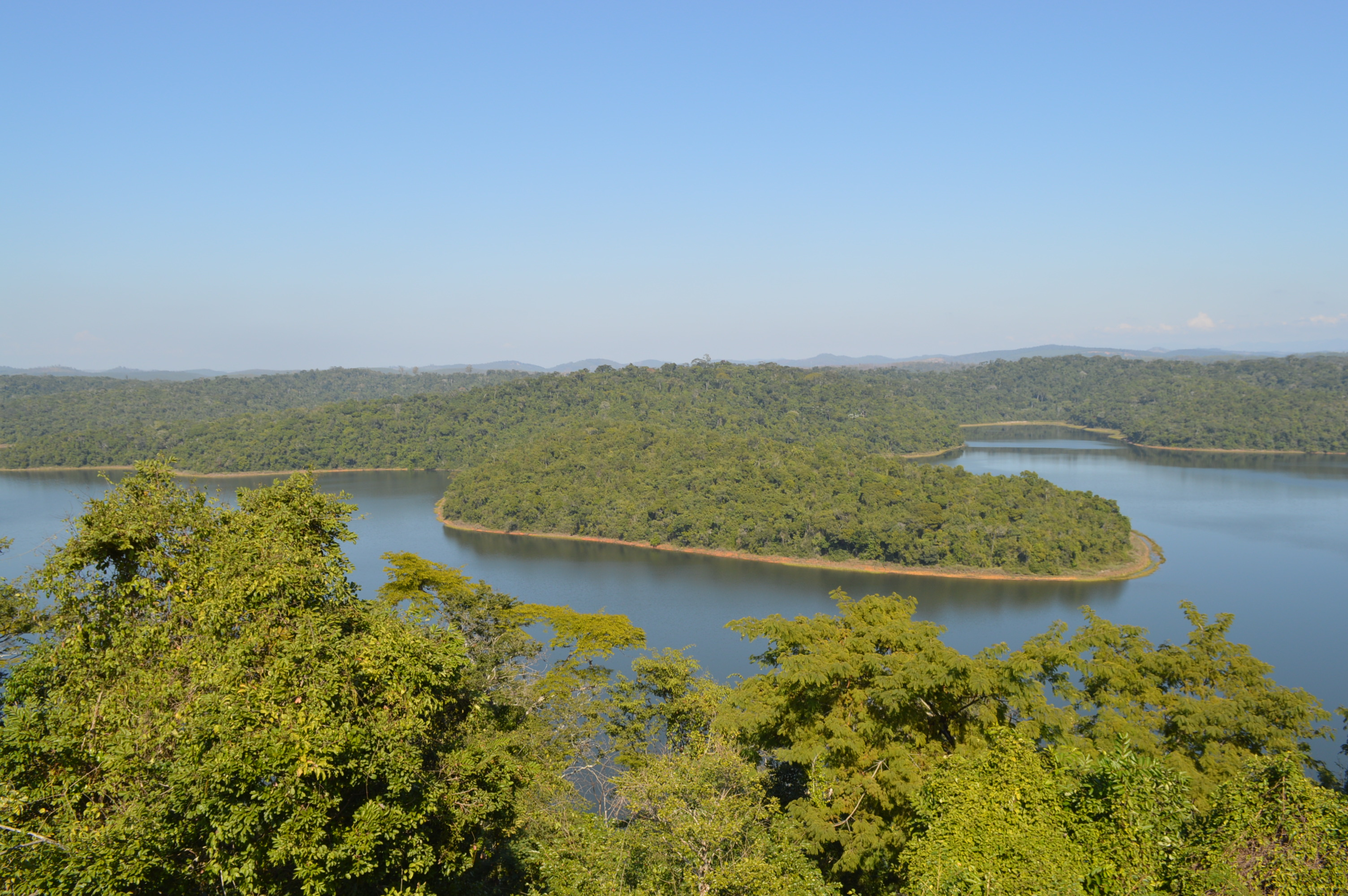
Vista parcial da Lagoa Dom Helvécio
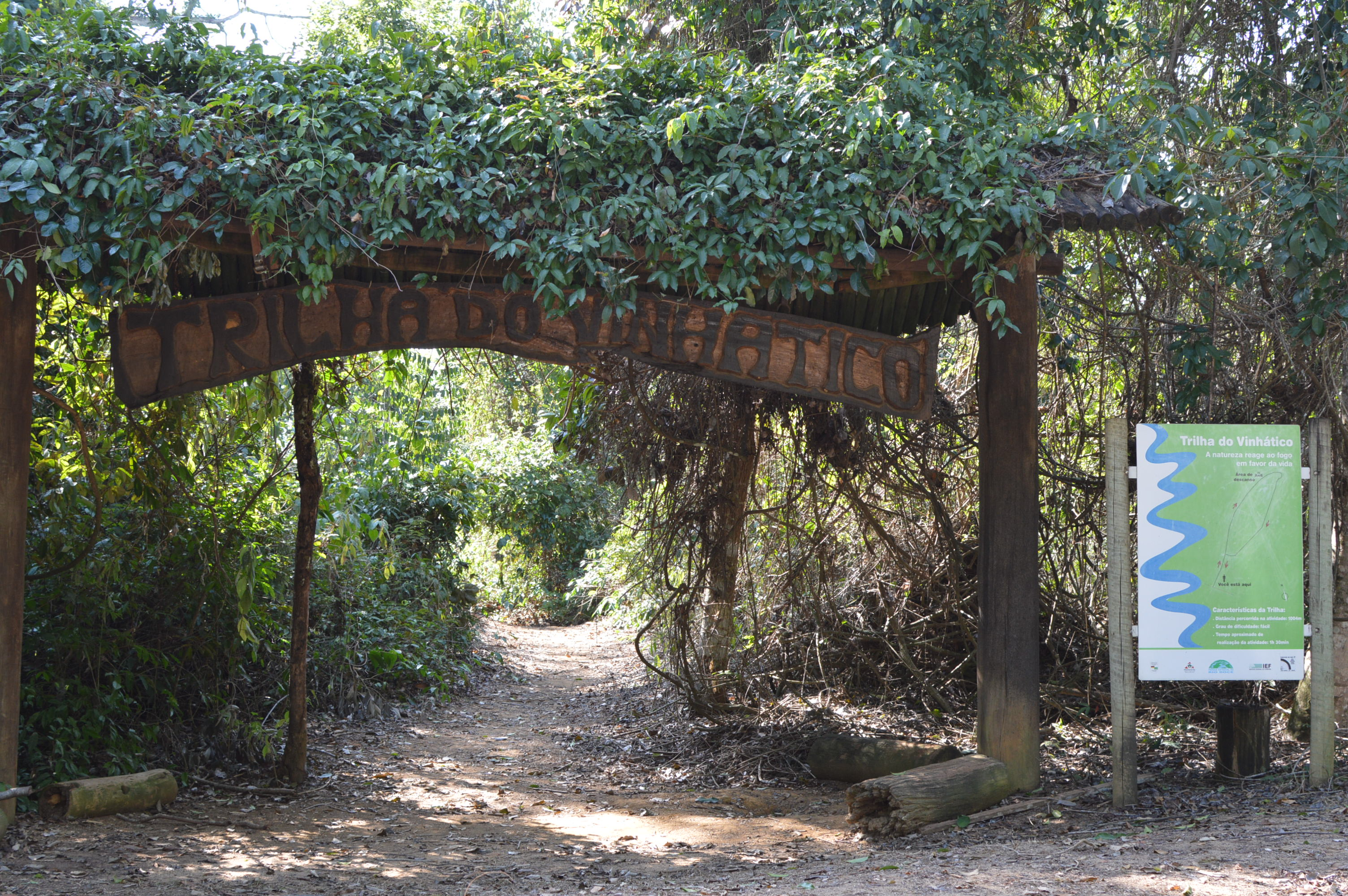
Trilha do Vinhático
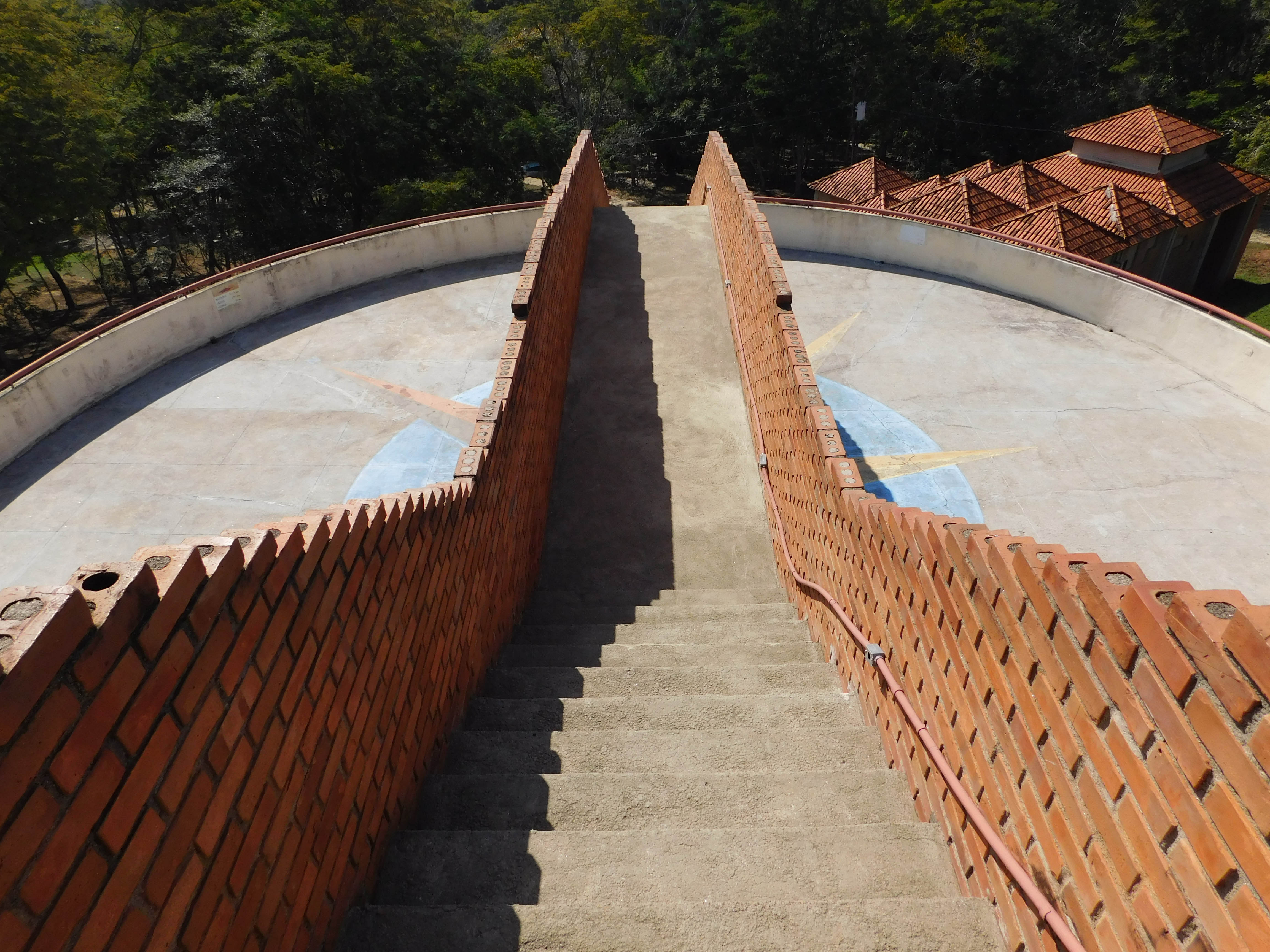
Mirante do Parque Estadual do Rio Doce
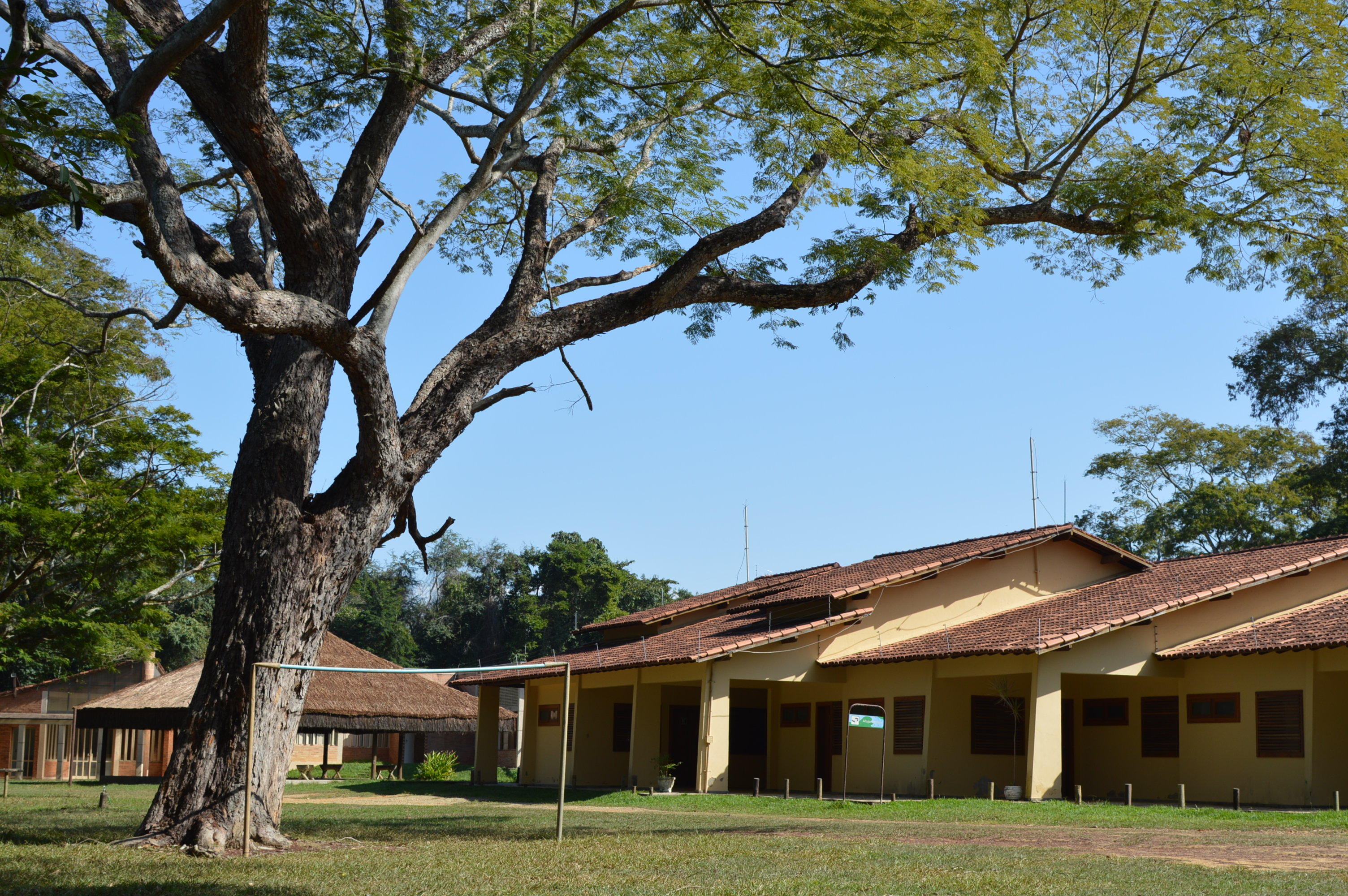
Alojamentos no PERD

### Feriados
Em Marliéria há dois feriados municipais e oito feriados nacionais, além dos pontos facultativos. Os feriados municipais são o Corpus Christi, que em 2025 é celebrado no dia 19 de junho; e o dia de Nossa Senhora das Dores, padroeira municipal, em 15 de setembro.